# Kłopotek (herb szlachecki)
Kłopotek – kaszubski herb szlachecki.

## Opis herbu
Opis z wykorzystaniem zasad blazonowania, zaproponowanych przez Alfreda Znamierowskiego:
W polu dwa psy biegnące jeden nad drugim. Klejnot: Strzelba w pas. Barwy nieznane. Labry.

## Najwcześniejsze wzmianki
Herb wymieniany przez Emiliana Szeligę-Żernickiego (Der Polnische Adel), przypisywany rodzinie Kłopotek z gałęziami o nazwiskach Główczewski i Dziembowski.

## Herbowni
Dziembowski (Dziębowski), Główczewski, także z przydomkiem Kłopotek.